# Alchemilla pantocsekii
Alchemilla pantocsekii é uma espécie de rosácea do gênero Alchemilla, pertencente à família Rosaceae.